# Tornac
 Tornac  es una población y comuna francesa, situada en la región de Languedoc-Rosellón, departamento de Gard, en el distrito de Alès y cantón de Anduze.

## Demografía
| 541 | 534 | 575 | 634 | 650 | 718 |
| Para los censos de 1962 a 1999 la población legal corresponde a la población sin duplicidades (Fuente: INSEE [Consultar]) |     |     |     |     |     |